# ان لیستر
ان لیستر (انگلیسی: Anne Lister; ۳ آوریل ۱۷۹۱ – ۲۲ سپتامبر ۱۸۴۰) زمین‌دار، خاطره‌نویس، کوهنورد و جهانگرد اهل هلیفکس (یورک‌شر غربی) بود.
او در طول زندگی‌اش خاطرات روزانه‌اش را می‌نوشت که در آن جزییاتی از زندگی‌اش شامل روابط همجنس‌گرایانه، علایق اقتصادی، فعالیت‌های صنعتی و بهبود کار شیبدن هال در یورک‌شر غربی را ثبت می‌کرد.
خاطرات روزانه او مشتمل بر ۴ میلیون کلمه است و حدود یک‌ششم آن که درباره روابط احساسی و جنسی‌اش با شش نفر است، به رمز نوشته شده‌است. این رمز ترکیبی که است از جبر و زبان یونانی باستان در دهه ۱۹۳۰ میلادی رمزگشایی شد.
لیستر اغلب به‌خاطر خودآگاهی آشکار و سبک زندگی هنجنس‌گرایانه‌اش «اولین لزبین مدرن» خوانده می‌شود. معشوقه‌اش او را «فِرد» نامیده بود و اهالی هلیفکس او را «جنتلمن جک» می‌نامیدند بنابراین به‌خاطر تمایلات جنسی‌اش آزار و اذیت می‌دید اما شباهتش به خانم‌های سنگوسن که ملاقات‌شان کرده بود، باعث شد به‌رسمیت شناخته شود.

## مجموعه تلویزیونی جنتلمن جک
در سال ۲۰۱۹ یک مجموعه تلویزیونی با نام جنتلمن جک (انگلیسی: Gentleman Jack) که براساس زندگی و خاطرات ان لیستر ساخته شده، پخش شد. نقش ان لیستر را سوران جونز بازی می‌کند و سوفی راندل، استفانی کول، توماس هاوس، جما ویلان و …دیگر بازیگران آن هستند. این سریال در ایالات متحده از شبکه اچ‌بی‌او و در بریتانیا از شبکه بی‌بی‌سی وان پخش می‌شود. 